# 赤穂市立有年中学校
赤穂市立有年中学校（あこうしりつ うねちゅうがっこう）は、兵庫県赤穂市東有年にある公立中学校。
西国街道の有年宿本陣跡そばに位置し、校地の南側を千種川が流れる。

## 沿革
戦後の学制改革において、有年村は当初から他町村との組合設立には動かず、単独で新制中学校の設立に至る。有年村が赤穂市に編入された現在も単独校として残り、統合・分離を経験しないまま現在に至る。以下、公式HP「学校沿革史」による。
- 1947年（昭和22年）4月1日 - 赤穂郡有年村横尾258番地に有年村立有年中学校創立。校舎は葉煙草収納所と青年学校の校舎をあてる[1]。
- 1949年（昭和24年）9月12日 - 東有年439番地（現在の有年地区体育館）に校舎移転。
- 1951年（昭和26年）4月1日 - 兵庫県立上郡高等学校有年分校（定時制）開設[3]。
- 1951年（昭和26年）11月6日 - 校歌制定（作詩:池本一一、作曲:澤厳夫）。
- 1955年（昭和30年）4月1日 - 市村合併により、赤穂市立有年中学校となる。
- 1973年（昭和48年）8月3日 - 現在地に新校舎竣工。
- 2011年（平成23年）12月4日 - 中学生人権作文感謝状受賞（法務省及び全国人権擁護委員連合会）。
- 2012年（平成24年）2月10日 - ひょうご地域安全まちづくり活動賞受賞（兵庫県知事）。
- 2012年（平成24年）6月20日 - 善行青少年団体賞受賞（兵庫県防犯協会連合会）。
- 2013年（平成25年）9月18日 - 共同募金運動奉仕功労　兵庫県知事表彰受賞。
- 2014年（平成26年）2月23日 - 親へ思いを届けようプロジェクト2013学校奨励賞受賞（兵庫県青少年本部理事長）。
- 2014年（平成26年）11月19日 - 優良PTA文部科学大臣表彰受賞（文部科学大臣）。
- 2016年（平成28年）12月1日 - 情報モラル・セキュリティコンクール　情報モラル優秀賞受賞（独立行政法人情報処理推進機構）。
- 2017年（平成29年）1月20日 - 交通安全優良校表彰受賞（全国交通安全協会）。
- 2021年（令和3年）6月1日 - 自転車通学安全モデル校指定（公益財団法人日本交通管理技術協会）。
- 2024年（令和6年）10月17日 - 全日本学校歯科保健優良校表彰受賞（日本学校歯科医会）。

## 部活動
- 野球部
- ソフトテニス部
- 女子卓球部
- 文化芸術部

## 校区
以下の小学校の通学区域。旧有年村区域。
- 赤穂市立有年小学校
- 赤穂市立原小学校

## 交通アクセス
- JR山陽本線有年駅より国道2号を西へ約2㎞

## 校区が隣接している学校
- 赤穂市立赤穂西中学校
- 赤穂市立坂越中学校
- 相生市立矢野川中学校
- 上郡町立上郡中学校
- 岡山県備前市立三石中学校